# 王曲街道

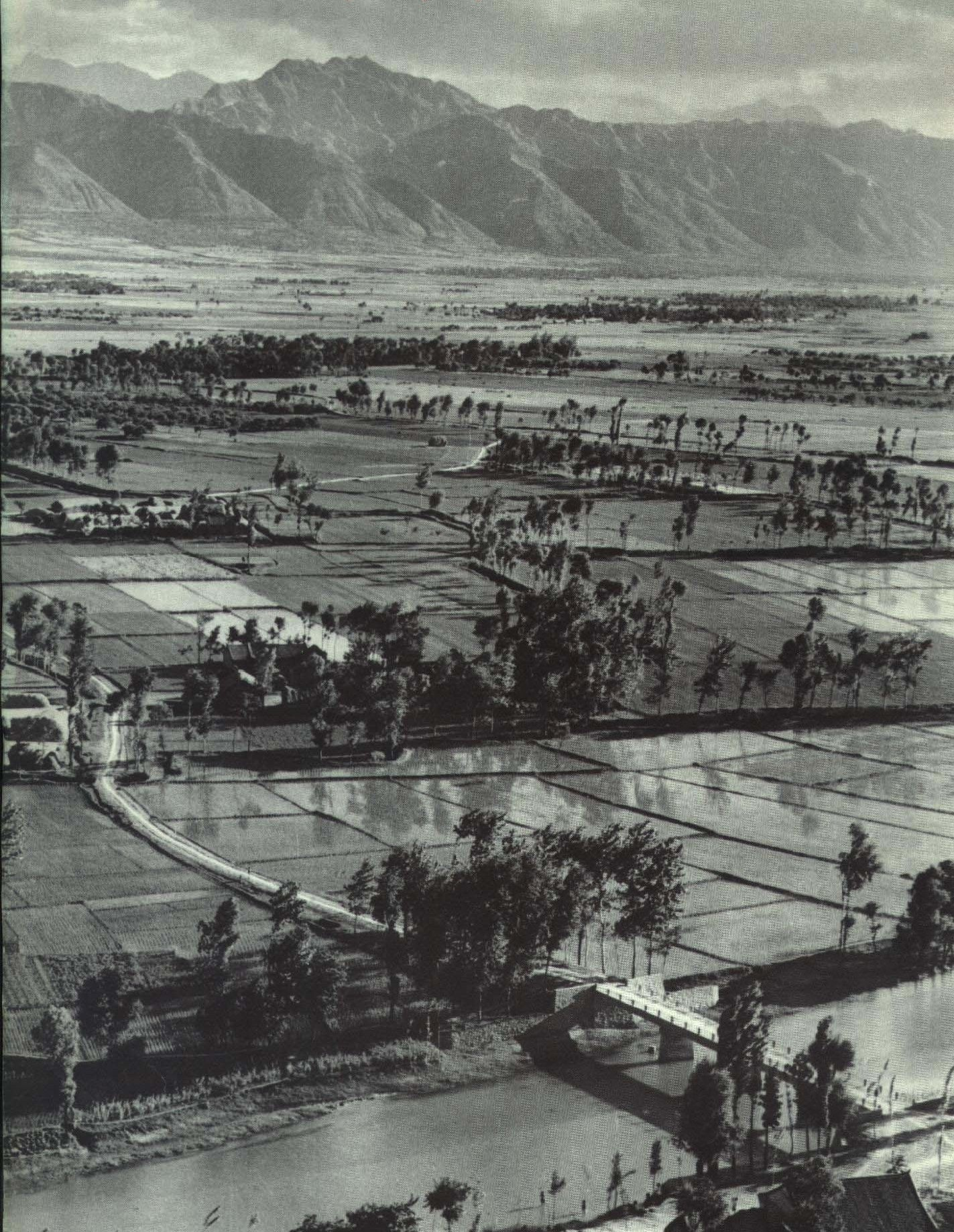
1965年的西安蛤蟆滩

王曲街道，是中华人民共和国陕西省西安市长安区下辖的一个乡镇级行政单位。

## 行政区划
王曲街道下辖以下地区：
光明路社区、王曲村、西王曲村、满江红村、曙光村、中甘村、窑底村、南堡寨村、北堡寨村、藏驾庄村、南江兆村、中江兆村、北江兆村、东庵村、堡子村、枣园村、西马场村、永兴村、南街村、皇甫村、胜利村、柳家寨村、新庄村、新民村、兴盛村、罗家湾村、高家湾村、鱼包头村和贾里村。